# João Ubaldo Ribeiro
João Ubaldo Ribeiro (23. ledna 1941 Itaparica – 18. července 2014 Rio de Janeiro) byl brazilský spisovatel, překladatel a novinář. V roce 2008 získal Camõesovu cenu, nejprestižnější ocenění pro autory píšící v portugalském jazyce.
Začínal jako novinář v denících Jornal da Bahia a Tribuna da Bahia, kde se stal i šéfredaktorem. Poté vystudoval právo na Universidade Federal da Bahia. K jeho spolužákům a celoživotním blízkým přátelům patřil filmový režisér Glauber Rocha. Psát začal již na studiích, první román vydal rok po absolutoriu, v roce 1963 (Setembro Não Tem Sentido). Poté krátce působil ve Spojených státech a následně učil na své alma mater politologii. Roku 1971 vydal druhý román Sargento Getúlio, který znamenal průlom. K dalším slavným románům patří Viva o Povo Brasileiro (1984) nebo O Sorriso do Lagarto (1989).